# Santiago Mena y Aristeguieta
Santiago Mena y Aristeguieta (1847-siglo XX) fue un escritor español.

## Biografía
Nacido el 19 de abril de 1847 en la localidad pacense de Zalamea de la Serena, hijo de Pedro y María de la Concepción. En el seminario de San Athon comenzó sus estudios, que después continuó en el instituto. Empezó joven a escribir versos y desde temprana edad se distinguió por sus ideas avanzadas: en 1868 fundó y dirigió un círculo republicano que ejerció bastante influencia en Extremadura. Durante los siete u ocho años en que estuvo en Madrid colaboró en varios periódicos y fue director de un diario de vida efímera.
Fue autor de títulos como Pajareras (volumen de poesías, 1880), Notas del alma (poesías, Madrid, 1905), Buen padre y mala hija (poema), Mentira (poema), Cuentos y leyendas (poesías, Madrid, 1905), Cuentos en prosa, Domiciano (tragedia), Luchas de abnegación (drama), El novísimo don Juan (comedia), Los primeros hermanos (drama), Jordano Bruno (drama), El Rico nuevo. Decir la verdad mintiendo (arreglo) y Mil y una curiosidades, archivo de cosas raras (Barcelona, 1905, 4 volúmenes).